# Hanne Falkensteen
Hanne Falkensteen (4. januar 1936 – 20. maj 2017) var en dansk fysioterapeut og tidligere politiker, der var borgmester i Hørsholm Kommune fra 1988 til 2001, valgt for Det Konservative Folkeparti.
Falkensteen blev uddannet fysioterapeut i København i 1957 og blev efterfølgende ansat på Polioinstituttet. I 1967 blev hun ansat på Hørsholmhjemmet, og fra 1972 blev hun konsulent i ergonomi. I 1980 blev hun ansat ved Ferrosan Bedriftssundhedstjenesten.
Hendes politiske karriere begyndte i 1978, hvor hun blev valgt til Hørsholm Kommunalbestyrelse. Ti år senere overtog hun borgmesterposten efter Ove Bernhard Sundberg. Hanne Falkensteen sad fra 1990-1998 tillige i Frederiksborg Amtsråd, ligesom hun fra 1988 til 2002 var formand for Nordforbrænding.